# Assistant sexuel
L'activité d'assistant sexuel est une activité qui consiste à accompagner le plaisir sensuel, érotique ou sexuel des personnes en situation de handicap qui en font la demande. L'accompagnement à la vie affective et sexuelle est apparu aux États-Unis durant les années 1970. Cette pratique est par la suite apparue sous diverses formes aux Pays-Bas, en Allemagne, au Danemark et en Suisse,.

## Origines et histoire de l'activité d'assistant sexuel
L'assistance sexuelle trouve son origine dans les « sex surrogates » des partenaires de remplacement, inventés par les sexologues Master et Johnson. Ces derniers étaient a priori destinés aux hommes valides. Puis progressivement, des sex surrogates spécialisés dans les personnes handicapées ont vu le jour, alors même que Master et Johnson semblaient avoir pris une certaine distance avec cette théorie. Au tournant des années 1980, arrive dans certains pays d'Europe du Nord une autre forme d'assistance sexuelle très clairement destinée aux personnes en situation de handicap. Cette fois-ci, elle est inventée par les personnes handicapées elles-mêmes désireuses de pouvoir accéder aux services de prostitution. En ce sens, elle peut être considérée comme une prostitution spécialisée.
Il faut attendre le début des années 2000 pour voir apparaître en Suisse alémanique, puis en Suisse romande, les premiers débats sur une véritable assistance sexuelle autonome — une sorte de troisième voie entre l'assistance sexuelle généralisée et la prostitution spécialisée — envisagée par ses partisans comme autre chose que de la prostitution.

## Le métier d'assistant sexuel
Les « services sexuels » ont fait débat en France. Au prétendu droit à la sexualité pour tous, s'oppose un refus de la marchandisation des rapports sexuels et de la légalisation d'une forme de prostitution.
L'accompagnement sexuel est assuré par des hommes et des femmes, quelle que soit leur orientation sexuelle, pratiquant la prostitution ou exerçant dans les milieux paramédicaux, sociaux et médico-sociaux. Cela peut aller du simple "corps à corps" à la pénétration, en incluant la masturbation.
Pour instaurer un climat apaisant et de confiance, l'assistant sexuel peut utiliser de la musique d'ambiance, des bougies ou encore des huiles. En Suisse, ce service est rémunéré de 100 à 150 francs suisses, quelle que soit la nature de la prestation fournie. Les « assistants sexuels » sont sélectionnés et sont censés recevoir une formation. Cependant, le titre « assistant sexuel » n'est pas protégé et peut recouvrir de nombreuses réalités.

## Contestation
Le Collectif lutte et handicaps pour l'égalité et l'émancipation considère que l'assistance sexuelle constitue une solution simpliste n'allant pas dans le sens de l'autonomisation des personnes en situation de handicap, s'inscrivant dans une logique économique libérale qui fait de la sexualité un service commercial, d'après une vision judéo-chrétienne qui place la personne handicapée en objet de charité. Il estime que la sexualité devrait être libre et non marchande, impliquer de la réciprocité dans le désir et un échange égalitaire, ne pouvant exister ni dans le rapport marchand ni dans le rapport caritatif.
L'assistance sexuelle conforterait également une vision dégradée des rapports entre la personne handicapée et sa propre sexualité, conduisant à se définir comme asexué et impuissant, ou indigne d'être aimé au-delà du handicap, ainsi que la vie en milieu fermé limitant la possibilité d'interactions et de rencontres, ainsi qu'une vision de l'assistant sexuel « à mi-chemin entre le prostitué et le bienfaiteur ».
Le CLHEE dénonce le risque que l'assistance sexuelle devienne l'unique solution proposée au problème de la sexualité des personnes handicapées et propose d'autres solutions, comme « abolir la ségrégation sociale et spatiale que subissent les personnes handicapées », en s’engageant dans la désinstitutionnalisation, et favoriser l’éducation sexuelle dès le plus jeune âge, notamment pour les personnes handicapées elles-mêmes.

## Les statuts de l'assistant sexuel
Dans une majorité de pays, le statut d'assistant sexuel n'est pas reconnu en tant que tel. Cependant, il existe dans quasiment tous les pays des personnes à qui l'on attribue la fonction sociale d'assister la sexualité des personnes handicapées.

### Allemagne
L'Allemagne, où la prostitution est reconnue comme une activité de service et encadrée par la loi, a été un des premiers pays à avoir autorisé cette pratique.[réf. souhaitée] Le terme allemand pour assistant sexuel est Sexualbegleiter.

### Autriche
En Autriche une formation pour devenir assistant sexuel (Sexualassistenz) existe à Kalsdorf.

### Belgique
Le statut d’assistant sexuel existe en Belgique mais cette activité est peu répandue. Il y a des organisations comme vzw Aditi.
Concernant le handicap mental, Michel Mercier (professeur de psychologie) écrit en 2005 qu'« Il convient de développer dans ce domaine une éthique adaptée aux spécificités et aux limites des personnes concernées, éthique qui oblige à les accompagner dans certaines circonstances, parfois à décider à leur place. »

### Espagne
L’Espagne est assez critique sur cette question mais c'est la Catalogne qui va la démocratiser. Parmi les organisations on peut citer : Aspasia Canarias, Sex Asistent Europa, Tandem Team Barcelona ou encore Tus manos, mis manos (asistencia sexual.org) qui regroupe des assistants sexuels des pays hispanophones.

### États-Unis
Les thérapeutes réalisent une Surrogate Partner Therapy. C'est un programme qui s'inspire des travaux des deux sexologues Master et Johnson. L'organisation formera alors des professionnels.

### France
Sur le plan légal, l'assistance sexuelle est en France assimilée à la prostitution. Un tiers qui organiserait une rencontre sexuelle pour une personne handicapée en institution ou à domicile risquerait d'être accusé de proxénétisme.
Un véritable engagement en faveur de l'accompagnement sexuel a cependant émergé à partir de 2007, année de l'organisation du colloque « Dépendance physique : intimité et sexualité » à Strasbourg, suivi en novembre 2010 d'un colloque à Paris sur « Handicap et sexualité ». Le député UMP Jean-François Chossy, qui a été missionné par le Premier ministre François Fillon pour réfléchir à « l'évolution des mentalités et le changement du regard de la société sur les personnes handicapées », a travaillé sur un projet de loi pour légaliser les assistants sexuels, puis a abandonné l'idée. De nombreuses associations, dont l'APF (Association des paralysés de France) et le CNCPH (Conseil national consultatif des personnes handicapées) ont également travaillé sur le sujet. Les différentes ministres chargées du handicap depuis l'apparition de cette nouvelle, se sont déclarées en défaveur d'une législation sur l'assistance sexuelle. Par exemple, la ministre de la Solidarité et de la Cohésion sociale Roselyne Bachelot s'était déclarée le 6 janvier 2010 « rigoureusement opposée » au recours à des assistants sexuels pour les personnes handicapées.
Concernant l’opposition de Roselyne Bachelot, Jean-François Chossy assurait le 7 janvier 2010 qu’« elle est susceptible d’évoluer pour avoir une approche humaine de ces difficultés » et que la clairvoyance progressive de la ministre s’inscrirait dans « l’évolution des mentalités et le changement de regard qu’on porte sur le handicap ».
En mars 2011, dans Clara Magazine, le docteur et féministe abolitionniste Muriel Salmona (médecin psychiatre) estime qu'« Il est illusoire et criminel de penser que l'on pourra contrôler et empêcher de très graves violences sexuelles si l’on autorise une assistance sexuelle aux personnes handicapées. »
À cette condamnation anticipée, les concepteurs d’une assistance sexuelle structurée opposent l’expérience suisse initiée depuis 10 ans par Ahia Zemp, psychothérapeute et féministe. Cette dernière, elle-même en situation de handicap, fut la créatrice de « l’Institut Handicap et sexualité-contre la violence sexualisée »  qui luttait contre les violences faites aux femmes handicapées tout en formant des assistants sexuels : ces deux activités étant complémentaires à ses yeux.
En mars 2013, le conseil général de l'Essonne relance le débat de la légalisation du statut d'assistant sexuel.
Le 21 mars 2013 Michel Berson, sénateur de l'Essonne, oppose une fin de non-recevoir à l'assistance sexuelle qui « constitue une atteinte inacceptable aux droits et à la dignité des personnes humaines ».
Du 12 au 15 mars 2015 , Marcel Nuss et son Association pour la promotion de l’accompagnement sexuel (Appas) organisent la première formation d'accompagnant sexuel en France à Erstein dans le Bas-Rhin.
En 2020, Sophie Cluzel, secrétaire d’État chargée des personnes handicapées, a annoncé vouloir « rouvrir la réflexion éthique en abordant le sujet de l’assistance sexuelle avec une vision renouvelée ». Elle a ainsi adressé un courrier à Jean-François Defraissy, président du CCNE,.

### Israël
En Israël, le corps médical recourt à des assistants sexuels dans le cadre de certaines sexothérapies.

### Italie
En Italie la pratique de cette activité n'est pas reconnue bien qu'un projet de loi soit actuellement examiné. Le principal promoteur de l'assistanat sexuel en Italie est l'association « Love Giver » fondée par Max Ulivieri atteint de dystrophie musculaire. C'est Sergio Lo Giudice, sénateur, qui a porté le projet de loi au gouvernement.

### Japon
Au Japon, nous pouvons y retrouver des services similaires. Un organisme à but non lucratif nommé White Hands forme des travailleurs sociaux pour aider les handicapés dans leur sexualité,.

### Pays-Bas
Les Pays-Bas ont été un des premiers pays à avoir mis en place cette pratique.[réf. souhaitée] Les prestations réalisées par les assistants peuvent être éventuellement remboursées par les municipalités . Nous pouvons citer des organisations qui militent pour cette cause (Passieflower, Tika Stardust).

### République tchèque
Cette pratique existe aussi en République tchèque. Des associations militent pour que la pratique soit mieux tolérée.

### Suisse
En Suisse alémanique il existe une formation depuis 2003. Cette première formation pour assistant sexuel fut créée par Ahia Zemp et le FABS (Institut Handicap et sexualité-contre la violence sexualisée), dont l’objectif était de « permettre aux personnes handicapées de vivre leur sexualité en toute autonomie et d’empêcher la violence sexualisée à leur encontre. »
En Suisse romande il y a eu 2 sessions de formation en 2008 et 2014 organisée par l'association SEHP (Association SExualités et Handicaps Pluriels). L'assistant sexuel doit obligatoirement avoir une activité — à temps plein ou partiel — rémunérée en parallèle et il est tenu d'informer ses proches de son choix.
Depuis l'association Corps Solidaire poursuit les formations en Suisse Romande 
Bien qu'il existe des formations et que cette activité soit légale en Suisse, les assistants sexuels ont le même statut que les travailleurs du sexe dans la plupart des cantons, ce que regrettent les assistants sexuels. On constate cependant une exception dans le Canton de Genève.

## Œuvres d'art
Les milieux artistiques commencent de plus en plus à s'emparer du sujet en donnant ainsi vie aux nombreuses problématiques sur la sexualité et le handicap que soulève l'assistanat sexuel. On peut citer à ce titre des œuvres cinématographiques :
- Private Practices: The Story of a Sex Surrogate (1986) est un film documentaire de Kirby Dick[50].
- סרוגייט, Surrogate (2008) est un film israélien de Tali Shalom Ezer qui traite aussi de ce thème[51].
- Scarlet Road (en) (2011) est un film australien de Catherine Scott. Ce film parle aussi des assistantes sexuelles[52].
- Corps solidaires (2011) est un film français de Pascal Roy. Ce film parle du handicap et d'une femme masseuse qui va devenir son assistante sexuelle[53].
- The Sessions (2012) est un film américain réalisé par Ben Lewin, inspiré de l'histoire vraie de Mark O’Brien, qu’il a lui-même relaté dans le roman On seeing on a sex surrogate[54]. Le film raconte la manière dont Marc, victime d'une attaque de poliomyélite dans son enfance et condamné par conséquent à passer la majeure partie de son temps allongé, va découvrir l'amour par la rencontre d'une assistante sexuelle (Cheryl Cohen-Greene). Il décrira cette expérience dans le livre How I Became a Human Being: A Disabled Man's Quest for Independence[55].
- L’Assistante (2012) est un court-métrage français réalisé par David Guiraud et Anne-Claire Jaulin. C’est l’une des rares œuvres traitant du sujet en France, pays où il est pourtant au centre d’une vive polémique. Le film raconte comment Isabelle, physiothérapeute dans un centre de rééducation, consacre aussi son temps à une activité beaucoup moins commune, et ce malgré les regards que cela peut susciter[56].
- Indésirables (2013) est un film français de Philippe Barassat.
- 40 Year Old Virgins (2013) est un documentaire américain de Martin Fuller[57]. Cheryl Cohen-Greene jouera dedans.
- Sotto le Coperte (2014) est un docu-fiction italien de Johan Florez[58].
- La Femme de compagnie (2015) est un film d'Anja Marquardt (en)[59].
- Miluj mě, jestli to dokážeš est un docu-fiction de Dagmar Smržová sur l'assistance sexuelle en République Tchèque.
- Vivir y Otras Ficcione (2016) est un film espagnol de Jo Sol[60].
- Jo també vull sexe (2016) est un documentaire espagnol sur ce métier en Espagne[61].
- Moi, assistante sexuelle (2018) est un documentaire qui parle de Claire qui est une assistante sexuelle et de son quotidien[62].
- Peau à peau (2018)[63] est un documentaire de Stéphanie Tselouiko, Camille Rolin et de Yasmine Hamina. Cette œuvre aussi parle de ce thème[64].
- Touché (2018) est un docu-fiction qui présente le quotidien de Margaux, une autre assistante sexuelle[65].
- Las otras camas (2018) est un film espagnol de Jonay García qui parle de ce sujet[66].
- Il corpo dell'amore. Anna. La prima volta (2019) est un documentaire italien de Pietro Balla et de Monica Repetto[67]. Ce film parle de la première assistante sexuelle en Italie[68].
- Because of my body (2019) est un documentaire italien de Francesco Cannavà sur l'assistance sexuelle fournie à une adolescente italienne atteinte de spina bifida[69].

Il y a aussi des émissions radio comme le podcast Brise-Glace où est exposé le témoignage d'une assistante sexuelle.
Il y a aussi des œuvres littéraires :
- An intimate life: sex, love and my journey as a surrogate partner (2012) est un livre écrit par Cheryl Cohen-Greene (en), elle raconte ses mémoires dont son histoire avec Mark O’Brien[71].
- L'accarezzatrice, romanzo (2014) est un roman italien-suisse écrit par Giorgia Würth (de)[72].
- The Touch of Love: An Intimate Journey with a Surrogate Partner (2014) écrit par Cheryl King qui parle aussi des sessions d'assistant sexuelle[73].
- The Sex Surrogate (2017) est un roman américain de Jessica Gadziala[74].
- More Than a Sex Surrogate, ou A Sex Surrogate Story (2019) est un livre témoignage de Seraphina Arden[75].

## Prospective
L'apparition prochaine probable de robots sexuels, qui pourraient peut-être jouer un rôle d'assistant sexuel ou compléter leur rôle, amène de nouvelles perspectives et questions : Acceptera-t-on d'avoir des relations sexuelles avec un robot ? Des travailleurs sexuels robots seront-ils socialement acceptables ? Les robots sexuels changeront-ils les perceptions sociétales du genre et les stéréotypes ? L'intimité avec les robots peut-elle aggraver l’isolement social ? Des robots contribueront-ils aux thérapies sexuelles ? Aideront-ils à trouver du plaisir sexuel dans des relations « normales » ? sont des questions posées par le rapport 2017 de la Foundation for Responsible Robotics (Hague Global Institute for Justice)
Dans un contexte juridique et d'éthique médicale cherchant d'une part à protéger les personnes vulnérables des abus (sexuels notamment) mais aussi à éliminer les discriminations, y compris en termes de choix de sexualité et d'accès au plaisir sexuel et de santé sexuelle, Joseph Apparel estime que des personnes handicapées pouvant disposer d'intimité et d'une vie personnelle devraient avoir les mêmes droits et opportunités sexuelles que tous les autres êtres humains, et que dans ce domaine les règles habituelles de consentement peuvent être inappropriées.
Le plaisir sexuel étant un droit fondamental pour l'être humain, Mackenzie estime que les économies d’échelle et les avantages sanitaires pourraient facilement faire admettre dans un avenir plus ou moins proche que des « robots sexuels » dotés d’une certaine sensibilité soient mis au service des humains dans l'industrie et le domaine du soin (dont pour prendre soin des personnes âgées, d'infirmes et de handicapés mentaux) y compris pour accomplir des tâches que nous ne souhaitons pas assumer, en particulier pour remplir certains services sexuels en tant qu'assistant sexuel. Ce projet est débattu car de tels robots pourraient aider à résoudre certaines injustices et améliorer la santé sexuelle de personnes le souhaitant, mais pourraient aussi créer de nouvelles forme d’addiction sexuelle où l’humain pourrait devenir dépendant de robots (éventuellement avatars), cependant cette question de dépendance se pose aussi vis à vis d'un assistant sexuel humain.
Enfin une personne handicapée peut aussi légitimement préférer des services sexuels rendus par des professionnels du sexe spécialisés (comme TLC, un organisme de bienfaisance anglais offrant ce type de service à des hommes et femmes handicapés  de manière responsable).
Ces questions demandent un encadrement éthique (notamment pour le contexte des cas de démence, où un robot sexuel pourrait être pris pour une vraie personne par le patient).
Dans le futur ces « sexbots » pourraient être des assistants sexuels d’intérêt éthique et parfois thérapeutique, mais avec le développement de l'intelligence artificielle, ils pourront peut-être aussi avoir un tout autre statut et avoir bien d'autres interactions positives avec la personne (tout en pouvant le stigmatiser ou faire l’objet d’une nouvelle « forme de maltraitance » note Mackenzie s'ils ne sont pas d'abord socialement acceptés).